# IC 2648
IC 2648 ist eine Spiralgalaxie vom Hubble-Typ Sb im Sternbild Löwe an der Ekliptik. Sie ist schätzungsweise 620 Mio. Lichtjahre von der Milchstraße entfernt und hat einen Durchmesser von etwa 55.000 Lj.

Im selben Himmelsareal befinden sich u. a. die Galaxien IC 2634, IC 2638, IC 2644, IC 2673.
Das Objekt wurde am 27. März 1906 von Max Wolf entdeckt.